# Expériences négatives de l’enfance
Les expériences négatives de l'enfance (ENE, en anglais ACE : Adverse childhood experiences) incluent les abus émotionnels, physiques ou sexuels ainsi que les dysfonctionnements familiaux durant l'enfance. Les catégories concernées sont : violence verbale, violence physique, abus sexuels par contact, violences subies par la mère ou le père, toxicomanie au sein du foyer, maladie mentale dans le ménage, incarcération d'un membre de la famille et séparation ou divorce des parents. Ces expériences sont sélectionnées sur la base de recherches antérieures ayant démontré leurs conséquences négatives significatives sur la santé et la société, et pour lesquelles des efforts considérables sont entrepris, tant dans les secteurs public que privé, pour réduire leur fréquence. Les preuves scientifiques se multiplient, indiquant que de telles expériences négatives de l'enfance (ENE) ont un impact profond et durable sur la santé. Les recherches révèlent que l'exposition à la maltraitance et à des formes graves de dysfonctionnement familial durant l'enfance est susceptible d'activer la réponse au stress, perturbant ainsi potentiellement le développement des systèmes nerveux, immunitaire et métabolique des enfants,,. Les ENE sont liées à des problèmes de santé physique et mentale durables, qui se manifestent dès l'adolescence et persistent à l'âge adulte, notamment les maladies cardiovasculaires, la bronchopneumopathie chronique obstructive, les maladies auto-immunes, la toxicomanie et la dépression,,.

## Définition et typologie
Le concept d'expériences négatives de l'enfance désigne un ensemble d'événements ou de situations traumatisantes survenant avant l'âge de 18 ans et entraînant des préjudices mentaux ou physiques. Il existe 10 types d'ENE :
- Abus physique : Tout acte intentionnel causant un préjudice physique par un contact corporel.

- Abus sexuel : Tout comportement sexuel forcé, non désiré ou autrement abusif.

- Abus psychologique : Tout acte intentionnel causant un préjudice psychologique, tel que le gaslighting, l'intimidation ou la culpabilisation.

- Négligence physique : Incapacité à répondre aux besoins biologiques fondamentaux d'un enfant, tels que la nourriture, l'eau et un abri.

- Négligence psychologique : Incapacité à répondre aux besoins émotionnels fondamentaux d'un enfant, tels que l'attention et l'affection.

- Témoignage de violences domestiques : Observation de violences entre individus dans un cadre domestique, par exemple entre parents ou autres membres de la famille.

- Témoignage d'abus de drogues ou d'alcool : Présence d'un membre proche de la famille ayant abusé de drogues ou d'alcool.

- Problèmes de santé mentale : Présence d'un membre proche de la famille ou d'une personne importante souffrant de problèmes de santé mentale.

- Emprisonnement : Présence d'un membre proche de la famille ou d'une personne importante ayant purgé une peine de prison.

- Séparation ou divorce parental : Séparation ou divorce des parents ou tuteurs en raison d'une rupture de relation[9].

Les différentes expériences négatives vécues durant l'enfance ne surviennent pas de manière isolée et, dans de nombreux cas, plusieurs ENE affectent une personne simultanément.

## Prévalence
Les expériences négatives de l'enfance sont répandues dans toutes les sphères de la société. En 2009, le CDC a lancé la collecte de données sur la prévalence des ENE dans le cadre du système de surveillance des facteurs de risque comportementaux (Behavioral Risk Factor Surveillance System - BRFSS). Au cours de la première année, les données ont été recueillies dans cinq États américains et concernaient plus de 24 000 personnes. Les hommes et les femmes ont rapporté des prévalences similaires pour chaque expérience négative de l'enfance (ENE), à l'exception des abus sexuels (17,2 % pour les femmes contre 6,7 % pour les hommes), du fait de vivre avec un membre du ménage souffrant de maladie mentale (22,0 % pour les femmes contre 16,7 % pour les hommes) et du fait de vivre avec un membre de la famille toxicomane (30,6 % pour les femmes contre 27,5 % pour les hommes). La prévalence de chaque ENE variait, avec un maximum de 29,1 % pour la toxicomanie au sein du ménage et un minimum de 7,2 % pour la présence d'un membre de la famille incarcéré. Environ un quart (25,9 %) des répondants ont signalé des violences verbales, tandis que 14,8 % ont déclaré avoir subi des violences physiques et 12,2 % des violences sexuelles. Concernant les ENE liées au dysfonctionnement familial, 26,6 % ont déclaré avoir des parents séparés ou divorcés, 19,4 % ont rapporté avoir vécu avec une personne souffrant de dépression, de maladie mentale ou ayant des tendances suicidaires, et 16,3 % ont déclaré avoir été témoins de violences domestiques. Les répondants plus jeunes ont plus fréquemment signalé avoir vécu avec un membre du ménage incarcéré et/ou atteint de maladie mentale. Une forte diminution de la prévalence des ENE a été observée chez les adultes âgés de 55 ans et plus. Par exemple, la prévalence des violences physiques signalées était de 16,9 % chez les adultes âgés de 18 à 24 ans, contre seulement 9,6 % chez ceux âgés de 55 ans et plus.
Les répondants noirs non hispaniques ont signalé la prévalence la plus faible pour chaque catégorie d'ENE parmi tous les groupes raciaux/ethniques, à l'exception du fait d'avoir eu un membre de la famille incarcéré, d'avoir subi une séparation ou un divorce parental et d'avoir été témoins de violences domestiques. Les Hispaniques ont rapporté une prévalence plus élevée que les Blancs non hispaniques pour les violences physiques, le fait d'avoir été témoins de violences domestiques et d'avoir eu un membre de la famille incarcéré (p < 0,05). Les répondants ayant un niveau d'éducation inférieur au secondaire présentaient une prévalence plus élevée de violences physiques, d'incarcération d'un membre de la famille, de toxicomanie et de séparation ou divorce parental, comparativement à ceux ayant un niveau d'études supérieur au secondaire. Peu de variations ont été observées entre les cinq États étudiés.
Environ 41 % des répondants ont déclaré n’avoir vécu aucune expérience négative de l’enfance (ENE), 22 % ont déclaré avoir vécu une ENE et 8,7 % ont déclaré en avoir vécu cinq ou plus. Les hommes (6,9 %) étaient moins susceptibles de signaler cinq ENE ou plus que les femmes (10,3 %). Les répondants âgés de 55 ans et plus ont rapporté le moins d’ENE, tandis que les groupes d’âge plus jeunes ne présentaient pas de différences significatives entre eux. Les Noirs non hispaniques étaient moins susceptibles de signaler cinq ENE ou plus (4,9 %) par rapport aux Blancs non hispaniques (8,9 %), aux Hispaniques (9,1 %) et aux autres groupes non hispaniques (11,7 %). Toutefois, les répondants noirs non hispaniques n’étaient pas significativement plus enclins à déclarer zéro ENE par rapport aux autres groupes raciaux/ethniques. Les personnes ayant le niveau d’éducation le plus faible étaient significativement plus susceptibles de signaler cinq ENE ou plus par rapport à celles ayant un niveau d’éducation plus élevé (14,9 % contre 8,7 % chez les diplômés du secondaire et 7,7 % chez ceux ayant un niveau d’éducation supérieur au secondaire). Dans l’ensemble, peu de variations ont été observées entre les États concernant le nombre d’ENE déclarées par les répondants,,.
Il n'existe pas d'estimations mondiales précises concernant la prévalence des expériences négatives de l'enfance (ENE). Les données manquent pour de nombreux pays, en particulier ceux à revenu faible ou intermédiaire. Les estimations actuelles varient considérablement en fonction des pays et des méthodologies de recherche employées. Environ 20 % des femmes et 5 à 10 % des hommes rapportent avoir été victimes d'abus sexuels durant leur enfance, tandis que 25 à 50 % des enfants déclarent avoir subi des violences physiques,.

## Effets sur la santé dus aux ENE

### Enfance
Alors qu'un enfant sur quatre est exposé ou témoin d'un événement potentiellement traumatisant, le lien entre les expériences négatives de l'enfance (ENE) et les problèmes de santé est reconnu depuis de nombreuses années,. Avec de nombreuses expériences négatives vécues durant l'enfance, engendrant divers types de stress et d'adversités[pas clair],. Les enfants élevés dans un environnement dangereux sont exposés à un risque accru de développer des problèmes de santé, ce qui peut affecter le développement cérébral, le système immunitaire et les mécanismes de régulation,,. Les expériences négatives de l'enfance peuvent perturber le développement structurel des réseaux neuronaux ainsi que la biochimie des systèmes neuroendocriniens,,, et peuvent avoir des répercussions à long terme sur l'organisme, notamment en accélérant les processus de maladie et de vieillissement, tout en affaiblissant le système immunitaire,,. Des études approfondies sur les ENE ont révélé que les enfants qui en sont victimes présentent des risques accrus, par rapport à leurs pairs, de rencontrer des difficultés dans leur fonctionnement biologique, émotionnel, social et cognitif. De plus, les enfants ayant vécu une ENE sont plus susceptibles de subir de nouveaux traumatismes ou d'être confrontés à plusieurs ENE. La fréquence et les types d'ENE peuvent avoir des effets négatifs considérables et accroître le risque de comportements d'internalisation et d'externalisation chez les enfants. De plus, les enfants exposés aux ENE peuvent développer des problèmes de comportement, tels que des comportements déviants répétés durant leur jeunesse, une résilience réduite, et des résultats scolaires inférieurs,.

### A l'âge adulte
Les adultes ayant été exposés aux ENE rapportent une santé mentale et physique moins bonne, des symptômes plus graves associés à des maladies et des résultats de vie moins favorables,. De nombreuses études montrent que ces effets vont au-delà des problèmes comportementaux et médicaux, englobant également des dommages à l'ADN, des niveaux plus élevés d'hormones de stress, et une fonction immunitaire réduite. Les effets des ENE ne se limitent pas à la santé physique et comportementale. Des recherches ont révélé que les personnes ayant des scores ENE élevés manifestaient une confiance réduite dans les informations et les politiques gouvernementales concernant le COVID-19.

#### Changements biologiques
En raison des nombreux facteurs de stress vécus durant les premières années de vie à cause de l'exposition aux ENE, des changements corporels sont observés chez les individus exposés aux ENE par rapport à ceux peu ou pas exposés. Cela est particulièrement évident dans les changements structurels du cerveau, l'hippocampe,, l'amygdale, et le corps calleux étant des cibles d'étude importantes. Ces zones du cerveau sont particulièrement vulnérables en raison de leur densité plus élevée de récepteurs aux glucocorticoïdes,. De multiples effets ont été observés, notamment une diminution de l’épaisseur, une réduction de la taille, et une réduction de la taille des réseaux conjonctifs dans le cerveau.

#### Santé physique
Les ENE ont été liées à de nombreux problèmes de santé et de style de vie négatifs à l'âge adulte dans de nombreux pays et régions, notamment aux États-Unis, dans l'Union européenne, en Afrique du Sud, et en Asie. Dans tous ces groupes, les chercheurs ont signalé l'adoption de taux plus élevés de comportements de vie malsains, notamment la prise de risques sexuels, le tabagisme, la consommation excessive d'alcool, et l'obésité,. Les associations entre ces problèmes de style de vie et les ENE montrent une relation dose-réponse, les personnes ayant quatre ENE ou plus souffrant significativement plus de ces problèmes de style de vie,. Des problèmes de santé physique surviennent chez les personnes atteintes d'ENE avec une relation dose-réponse similaire. Les maladies chroniques telles que l'asthme, l'arthrite, les maladies cardiovasculaires, le cancer, le diabète, les accidents vasculaires cérébraux et les migraines présentent une gravité accrue des symptômes en fonction de l'exposition aux ENE.

#### Santé mentale
Les troubles de santé mentale sont largement reconnus en lien avec les traumatismes infantiles, et l'exposition aux ENE ne fait pas exception. Une étude menée dans 21 pays a révélé qu'environ un adulte sur trois souffrant de problèmes de santé mentale présente un lien direct avec une expérience défavorable survenue pendant l'enfance.
Une étude réalisée auprès d'élèves du secondaire à Chicago a révélé que, à mesure que le nombre d'ENE augmentait, les problèmes scolaires, l'hyperactivité et les difficultés d'adaptation personnelle étaient significativement plus prononcés.
Plusieurs troubles de santé mentale ont montré une relation dose-réponse avec la gravité et la prévalence des symptômes, tels que la dépression,, le trouble déficitaire de l'attention/hyperactivité, l'anxiété,, les tendances suicidaires, le trouble bipolaire et la schizophrénie. Les symptômes dépressifs à l'âge adulte ont révélé l'une des relations dose-réponse les plus marquées avec les ENE, un score ENE de un augmentant le risque de symptômes dépressifs de 50 %, tandis qu'un score de quatre ou plus quadruple ce risque. Des recherches ultérieures ont également démontré que les scores ENE sont associés à des taux et à une gravité accrus de troubles psychiatriques et mentaux, ainsi qu'à une utilisation plus élevée de médicaments psychotropes prescrits.

### Populations particulières
De plus, le stress pendant la grossesse ou les interactions entre la mère et le nouveau-né peuvent entraîner une transmission épigénétique. Des recherches ont montré que le stress maternel, la dépression et l'exposition à la violence conjugale ont des effets épigénétiques sur les nourrissons,. De plus, les mères ayant vécu des ENE sont plus susceptibles de consommer des drogues illicites pendant la grossesse que celles n'ayant pas été exposées à de telles expériences, particulièrement lorsque ces ENE impliquaient des mauvais traitements graves ou des abus émotionnels. Lorsque les mères ont subi des violences psychologiques ou physiques, ainsi que des violences intrafamiliales, elles ont davantage tendance à donner naissance à des bébés de poids inférieur, par rapport à celles n'ayant pas vécu ces expériences durant leur enfance.

## Mise en œuvre des pratiques
À l’échelle mondiale, la compréhension de la prévalence et des conséquences des expériences négatives vécues durant l’enfance a incité les décideurs politiques et les professionnels de la santé mentale à adopter des approches de plus en plus centrées sur les traumatismes et le renforcement de la résilience,,. Ce travail a nécessité plus de 20 ans de travail, rassemblant des recherches mises en œuvre dans les communautés, les milieux éducatifs, les services de santé publique, les services sociaux, les organisations confessionnelles et la justice pénale,.

### Communautés
À mesure que les connaissances sur la prévalence et les conséquences des ENE se développent, un nombre croissant de communautés s'efforcent d'intégrer des pratiques prenant en compte les traumatismes et renforçant la résilience au sein de leurs agences et systèmes.
Les populations autochtones présentent des profils de problèmes de santé mentale et physique comparables à ceux des autres groupes minoritaires. Des interventions mises en place au sein des communautés tribales amérindiennes ont montré que le soutien social et l'implication culturelle peuvent réduire les effets négatifs des ENE sur la santé physique.
Il y a un manque de recherches empiriques documentant les expériences des communautés ayant tenté d'intégrer des informations sur les ENE et des pratiques tenant compte des traumatismes dans une action publique à grande échelle. Une étude sur le processus de Pottstown, en Pennsylvanie, a mis en lumière les défis liés à la mise en œuvre communautaire. L'initiative Pottstown Trauma-Informed Community Connection (PTICC) est née d'une série de collectifs antérieurs ayant des objectifs similaires de création de résilience communautaire pour prévenir et traiter les ENE. Au cours de l'étude de deux ans, plus de 230 personnes provenant de près de 100 organisations ont participé à une formation proposée par le PTICC, ce qui a permis d'élargir le nombre de secteurs publics engagés, passant de 2 à 14. La participation aux formations et événements est restée relativement stable, en grande partie grâce au réseautage communautaire.
Cependant, le PTICC a dû faire face à plusieurs défis similaires à ceux anticipés par le modèle de renforcement de la résilience communautaire. Parmi ces obstacles figuraient la disponibilité des ressources au fil du temps, la concurrence pour le pouvoir au sein du groupe et le manque de changements systémiques nécessaires pour soutenir les objectifs à long terme. Malgré cela, Pottstown a réussi à établir une base communautaire tenant compte des traumatismes, offrant ainsi des enseignements précieux pour d'autres communautés ayant des objectifs similaires : commencer avec une petite équipe engagée, identifier les connecteurs communautaires, obtenir un financement à long terme et réaliser des évaluations basées sur des données.
D'autres exemples de communautés existent, telles que Tarpon Springs, en Floride, qui est devenue la première communauté informée sur les traumatismes en 2011,. Les initiatives axées sur les traumatismes à Tarpon Springs comprennent une formation de sensibilisation aux traumatismes pour l'autorité locale du logement, des changements dans les programmes pour les anciens délinquants et de nouvelles approches pour éduquer les élèves ayant des difficultés d'apprentissage.

### Éducation

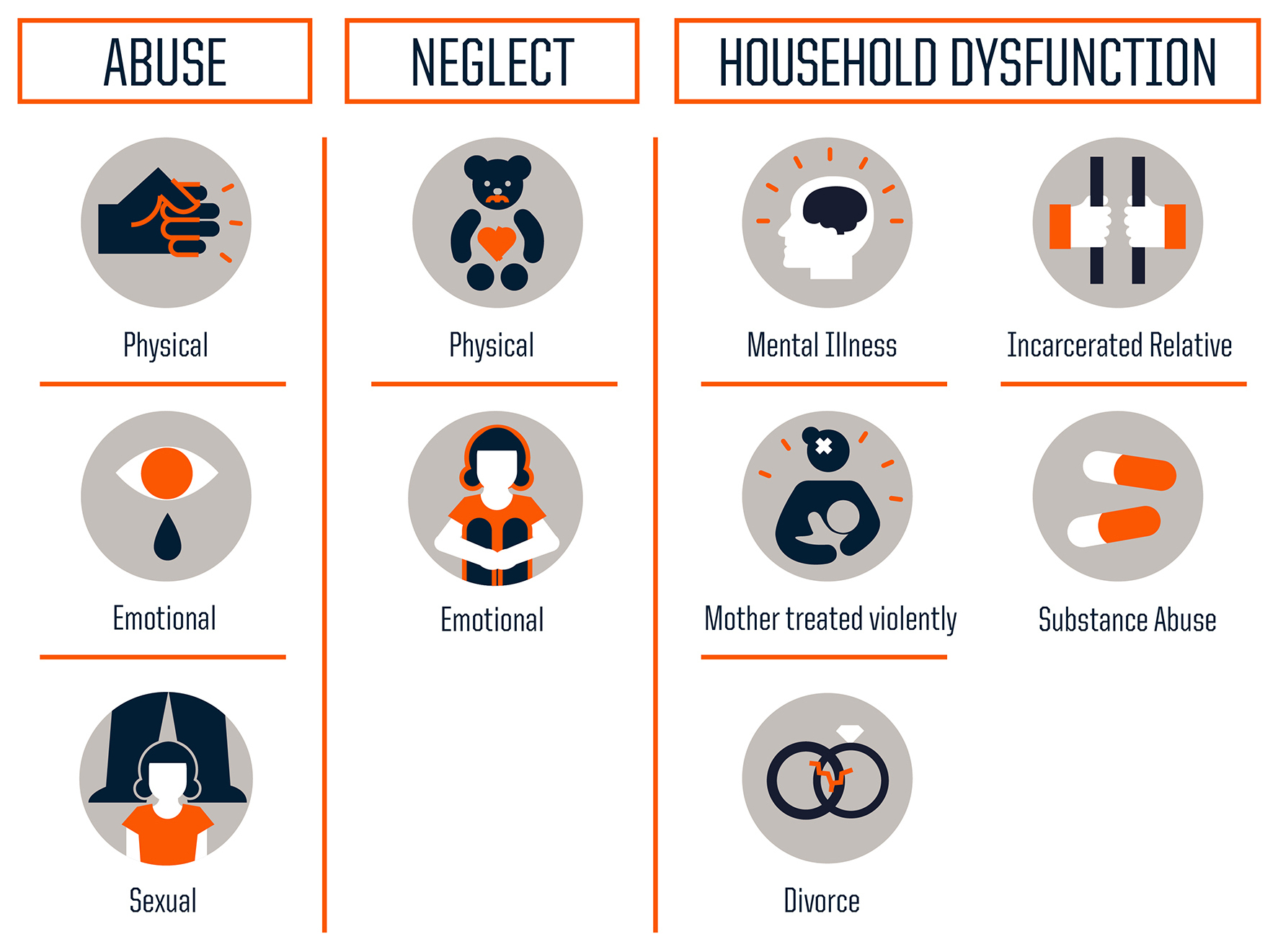
Liste des événements généralisés pour les expériences négatives de l’enfance, qui peuvent être plus fréquentes chez les jeunes.

L'exposition aux ENE est un phénomène mondial. Selon une étude de l'Enquête nationale sur la santé des enfants aux États-Unis, environ 68 % des enfants âgés de 0 à 17 ans ont été exposés à un ou plusieurs ENE. L'impact des ENE sur les enfants peut se traduire par des difficultés de concentration, d’autorégulation, de confiance envers autrui, et peut également engendrer des effets cognitifs négatifs. Une étude a montré qu'un enfant ayant subi quatre ENE ou plus était 32 fois plus susceptible d’être identifié comme ayant un problème comportemental ou cognitif par rapport à un enfant n’ayant pas été exposé à des ENE. Une autre étude a montré que les étudiants ayant subi au moins trois ENE ont trois fois plus de risques d’échouer scolairement, six fois plus de chances de rencontrer des problèmes de comportement et cinq fois plus de probabilités d’avoir des difficultés d’assiduité. Le mouvement des écoles sensibles aux traumatismes a pour objectif de former les enseignants et le personnel afin qu'ils aident les enfants à développer leur autorégulation et soutiennent les familles confrontées à des problèmes entraînant des réactions normales des enfants face aux traumatismes. Il vise aussi à anticiper des conséquences comportementales qui n'ajouteront pas de nouveaux traumatismes à l’enfant.
L'éducation sensible aux traumatismes désigne l'utilisation spécifique des connaissances sur les traumatismes et leur expression pour adapter le soutien apporté aux enfants afin d'améliorer leur réussite développementale. Le National Child Traumatic Stress Network (NCTSN) définit un système scolaire sensible aux traumatismes comme un environnement où les membres de la communauté éducative collaborent pour offrir sensibilisation, connaissances et compétences, afin de répondre aux conséquences potentiellement négatives liées à un stress traumatique. Le NCTSN a publié une étude abordant le modèle d'attachement, d'autorégulation et de compétence (ARC), qui a servi de fondement à d'autres recherches sur les pratiques éducatives sensibles aux traumatismes,. Au cours des dix dernières années, l'enseignement sensible aux traumatismes a gagné en popularité à Washington, dans le Massachusetts et en Californie.
Dans son enquête de 2002, l'AAUW a rapporté que parmi les étudiants victimes de harcèlement, 38 % l'avaient été par des enseignants ou d'autres membres du personnel scolaire. Une étude menée auprès d'étudiants en psychologie a révélé que 10 % d'entre eux avaient eu des interactions sexuelles avec leurs enseignants, tandis que 13 % des enseignants ont avoué avoir eu de telles interactions avec leurs étudiants. Dans une enquête nationale réalisée pour l'American Association of University Women Educational Foundation en 2000, il a été estimé qu'environ 290 000 étudiantes avaient subi une forme d'abus sexuel physique de la part d'un membre du personnel scolaire entre 1991 et 2000. Une étude importante menée en 2004, commandée par le ministère américain de l'Éducation, a révélé que près de 10 % des élèves des écoles publiques américaines avaient rapporté avoir été victimes de comportements sexuels inappropriés de la part d'employés de l'école. Charol Shakeshaft, chercheuse spécialisée dans ce domaine, a affirmé que les abus sexuels dans les écoles publiques étaient « probablement plus de 100 fois plus fréquents que ceux commis par les prêtres ».

### Alphabétisation
Les expériences négatives vécues durant l'enfance et l'adolescence peuvent perturber le développement de l'alphabétisation de diverses manières. Les enfants ayant subi un traumatisme rencontrent souvent davantage de difficultés d'apprentissage à l'école et sont confrontés à des niveaux de stress interne plus importants. Le développement des compétences en lecture et en écriture peut être perturbé par un manque d'opportunités de lecture et d'écriture à la maison, par des lacunes dans l'éducation précoce et par des altérations dans le développement cérébral. Toutefois, des stratégies peuvent être mises en place par les éducateurs et les cliniciens pour atténuer les effets des expériences négatives et favoriser le progrès des enfants dans leur développement en littératie et en éducation.
Les ENE impactent les zones du cerveau liées à la mémoire, aux fonctions exécutives et à l'attention. Les régions du cerveau et les hormones responsables de la gestion de la peur et du stress sont en activité excessive, tandis que le cortex préfrontal, chargé des fonctions exécutives, est affecté. Cela perturbe le contrôle des impulsions, la concentration et la pensée critique. La mémoire pose également problème, car la capacité à traiter de nouvelles informations est diminuée. Le stress lié aux ENE induit un état de "combat, fuite ou gel" qui empêche les enfants d'être réceptifs à l'apprentissage. La capacité à traiter de nouvelles informations ou à travailler en collaboration avec ses pairs à l'école est surpassée par l'impératif pour le cerveau de gérer le stress provenant de l'environnement extérieur à l'école. L'incohérence et l'instabilité de l'environnement familial perturbent les processus cognitifs essentiels à l'apprentissage efficace de la lecture et de l'écriture.
Les jeunes réfugiés expérimentent des traumatismes, que ce soit en raison de leur propre expérience du processus migratoire ou parce qu'ils sont nés dans le pays où leur famille s'est installée et y fréquente actuellement l'école[réf. nécessaire]. Au cours de cette phase de réinstallation  apparaissent de nombreux problèmes des enfants réfugiés de la deuxième génération. Les interruptions éducatives et l'instabilité familiale liées au voyage de la famille peuvent entraîner des manques d'exposition à l'alphabétisation à la maison[réf. nécessaire]. Les expériences d'alphabétisation en dehors de l'école comprennent des activités comme les parents lisant avec leurs enfants et l'achat ou l'emprunt de livres pour la maison. L'éducation à l'alphabétisation précoce englobe l'enseignement direct des compétences en lecture et en écriture, ainsi que le développement de la conscience phonologique et du vocabulaire académique. La réinstallation impacte la conscience phonémique des enfants ainsi que leur exposition au vocabulaire académique, car de nombreuses familles ne sont pas en mesure de leur fournir ces expériences extrascolaires de manière complète. Si l'enfant ne parle pas anglais, il doit alors l'apprendre comme nouvelle langue. Un écart de réussite existe déjà entre les anglophones natifs aux États-Unis et les étudiants qui apprennent l'anglais comme deuxième (ou troisième ou quatrième) langue.
Les difficultés d'alphabétisation liées à un traumatisme, qui entraînent de faibles résultats en lecture, augmentent le risque de redoublement chez les enfants ayant vécu des ENE. En tant qu'élèves, ils sont presque deux fois plus susceptibles de quitter l'école secondaire sans obtenir leur diplôme. Bien que plusieurs années séparent l'entrée en maternelle d'un jeune enfant et celle au lycée d'un adolescent, un lien existe entre une alphabétisation précoce insuffisante et l'abandon ultérieur des études secondaires. Il est crucial d’intervenir le plus tôt possible.
Les éducateurs et les cliniciens sensibilisés aux traumatismes peuvent faciliter la réadaptation des jeunes enfants et adolescents à l’école. En comprenant les ENE et leurs effets, ils peuvent mettre en place des interventions appropriées et efficaces. Cela peut également contribuer à établir un environnement stable où les enfants peuvent apprendre et tisser des liens durables. L'exercice physique, pratiqué sous forme de « dynamiseurs cérébraux », peut favoriser la régulation du cerveau des enfants et réduire le stress lorsqu'il est effectué une à deux fois pendant la journée scolaire. Une étude a évalué les compétences comportementales et d'alphabétisation pour mesurer l'efficacité de ces mouvements physiques ou « dynamiseurs cérébraux ». Les résultats en littératie d'une classe ayant utilisé des « stimulants cérébraux » (allant d'activités de mouvement trouvées en ligne à d'autres activités choisies par l'enseignant et les élèves) se sont améliorés de 117 % entre le début et la fin de l'année. Dans un environnement scolaire, la personne ayant vécu un traumatisme et celle qui vit le moment avec elle, que ce soit pour en parler ou écrire à ce sujet, peuvent se connecter, même lorsque les mots peinent à exprimer pleinement la profondeur et la complexité des émotions ressenties. Bien qu'il y ait un certain inconfort associé à cela, les éducateurs peuvent accepter ce malaise et offrir aux enfants un espace pour l'exprimer, du mieux qu'ils le peuvent, en classe. Ceux qui parviennent à développer une plus grande « résilience » pourraient être mieux équipés pour réussir à l'école, mais cela dépend de l'interaction entre les facteurs de protection et les ENE.

### Services sociaux
Les prestataires de services sociaux, tels que les systèmes de protection sociale, les autorités du logement, les refuges pour sans-abri et les centres d’aide aux victimes de violence domestique, mettent en œuvre des approches tenant compte des traumatismes, contribuant ainsi à prévenir les ENE ou à en atténuer les effets. L'utilisation d'outils de dépistage des traumatismes permet à un travailleur social de guider ses clients vers des interventions adaptées à leurs besoins spécifiques. Les pratiques tenant compte des traumatismes peuvent également permettre aux prestataires de services sociaux d'évaluer l'impact des traumatismes sur l'ensemble de la famille.
Les approches tenant compte des traumatismes peuvent améliorer les services de protection de l'enfance en facilitant des discussions ouvertes sur les traumatismes et en prenant en compte les traumatismes parentaux,. La Division pour les enfants, les jeunes et les familles du New Hampshire (DCYF) adopte une approche tenant compte des traumatismes dans ses services de placement familial en sensibilisant le personnel aux traumatismes infantiles, en évaluant les enfants en famille d'accueil pour identifier les traumatismes, en utilisant un langage adapté pour réduire les traumatismes supplémentaires, en soutenant les parents biologiques et en les impliquant dans une parentalité collaborative, ainsi qu'en formant les parents d'accueil à être informés des traumatismes.
Les autorités du logement commencent également à reconnaître l'impact des traumatismes. Dans certains cas, le logement avec services peut recréer des dynamiques de contrôle et de pouvoir similaires à celles associées aux traumatismes précoces vécus par les clients. Cela peut être atténué grâce à des pratiques tenant compte des traumatismes, telles que la formation du personnel à respecter l'espace privé des clients lors de la planification des rendez-vous, en évitant d'entrer dans leurs espaces personnels, et en comprenant qu'une réaction agressive peut être une stratégie d'adaptation liée à un traumatisme. Jusqu'à 50 % des personnes en situation d'insécurité en matière de logement ont connu au moins quatre ENE.
Une étude réalisée au Royaume-Uni a exploré les attentes des jeunes exposés aux ENE concernant le soutien qu'ils attendaient des services sociaux. Les résultats ont été regroupés en trois catégories : soutien émotionnel, soutien pratique et prestation de services. Le soutien émotionnel incluait des échanges avec d’autres jeunes pour obtenir du réconfort et un sentiment de solidarité, ainsi que des relations avec des adultes basées sur l'empathie, l'écoute active et l'absence de jugement. Le soutien pratique englobait des informations sur les services disponibles, des conseils pour faire face aux défis quotidiens, et un soulagement de ces défis grâce à des activités récréatives. Les jeunes s'attendaient à une prestation de services continue et fiable, et souhaitaient avoir de la flexibilité ainsi qu'un certain contrôle sur les processus de soutien,. Il a été constaté que les besoins des jeunes ayant vécu des ENE ne correspondent pas aux types de soutien qui leur sont offerts.

### Services de soins de santé
Le dépistage ou la discussion des ENE avec les parents et les enfants peut favoriser un développement physique et psychologique sain, tout en permettant aux médecins de mieux comprendre les circonstances auxquelles les enfants et leurs familles font face. En dépistant les ENE chez les enfants, les pédiatres et les infirmières peuvent mieux appréhender les problèmes de comportement. Certains médecins se demandent si certains comportements diagnostiqués comme étant un trouble déficitaire de l’attention avec hyperactivité (TDAH) ne sont pas en réalité des réactions à un traumatisme. Les enfants ayant subi quatre ENE ou plus sont trois fois plus susceptibles de prendre des médicaments pour le TDAH que ceux ayant subi moins de quatre ENE. Le dépistage des ENE chez les parents permet aux médecins de leur offrir un soutien adapté, les aidant à renforcer leur résilience, à favoriser l'attachement avec leurs enfants et à prévenir la transmission intergénérationnelle des ENE,.
Pour les personnes dont les expériences négatives dans l’enfance ont consisté en des abus ou de la négligence, la thérapie cognitivo-comportementale a été étudiée et s’est avérée efficace.

### Santé publique
Les objections au dépistage des ENE incluent l'absence d'essais contrôlés randomisés prouvant que ces mesures peuvent réellement améliorer les résultats en matière de santé, la réduction des éléments de l'échelle et sa couverture limitée, l'absence de protocoles standardisés sur l'utilisation des informations collectées, ainsi que la possibilité que revisiter des expériences négatives de l'enfance puisse être émotionnellement traumatisant,. Parmi les autres obstacles à l'adoption, on trouve le fait que cette technique n'est pas enseignée dans les écoles de médecine, qu'elle n'est pas remboursable et que la nature de la conversation peut mettre certains médecins mal à l'aise sur le plan personnel. Certains centres de santé publique considèrent les ENE comme un facteur clé, notamment pour les mères et les enfants, de cibler les interventions de santé pour les individus pendant les périodes sensibles du développement.

### Résilience et ressources
La résilience désigne la capacité à s'adapter ou à faire face à des adversités et des défis majeurs, tels que des problèmes de santé, le stress au travail ou à la maison. La résilience peut jouer un rôle de médiateur dans la relation entre les effets des ENE et l'apparition de problèmes de santé à l'âge adulte,. En utilisant des ressources de régulation émotionnelle, telles que la réévaluation cognitive et la pleine conscience, les individus peuvent se protéger des effets négatifs potentiels des facteurs de stress. Ces compétences peuvent être enseignées, mais les personnes ayant vécu des ENE obtiennent généralement des résultats moins bons en matière de résilience et de régulation émotionnelle,.
La résilience et l'accès à d'autres ressources agissent comme des facteurs de protection contre les effets de l'exposition aux ENE,,. Renforcer la résilience chez les enfants peut offrir un tampon protecteur à ceux qui ont été exposés à un traumatisme et présentent un score ENE élevé. Les individus et les enfants ayant développé leur résilience possèdent les compétences et les capacités nécessaires pour adopter des comportements propices à leur développement. Durant l’enfance, la résilience et la sécurité de l’attachement peuvent être favorisées par la présence d’un adulte attentionné dans la vie de l’enfant,.

## Étude sur les expériences négatives de l’enfance
L'étude sur les expériences négatives de l'enfance (ENE) résulte d'une collaboration entre l'organisation de soins de santé privée américaine Kaiser Permanente et les Centres pour le contrôle et la prévention des maladies (CDC), une agence gouvernementale. Elle vise à examiner les liens à long terme entre les ENE et divers comportements et résultats en matière de santé à l'âge adulte. L'une des hypothèses principales de l'étude ENE est que les expériences stressantes ou traumatiques vécues durant l'enfance ont des effets neurodéveloppementaux négatifs qui perdurent tout au long de la vie, augmentant ainsi le risque de divers problèmes de santé et sociaux,.
L'étude ENE a été réalisée à la clinique d'évaluation de la santé de Kaiser Permanente à San Diego, un établissement de soins primaires où plus de 50 000 membres adultes de l'organisation Kaiser Permanente reçoivent chaque année un examen médical biopsychosocial standardisé. Chaque membre qui consulte à la clinique d'évaluation de la santé complète un questionnaire médical standardisé. L'historique médical est rempli par un professionnel de la santé, qui réalise également un examen physique général et discute des résultats des tests de laboratoire avec le patient. La majorité des membres prennent rendez-vous eux-mêmes, tandis que 20 % sont orientés par leur prestataire de soins de santé. Une étude menée auprès des membres de Kaiser Permanente, âgés de 25 ans ou plus, à San Diego et inscrits de manière continue entre 1992 et 1995, a montré que 81 % d'entre eux avaient été évalués à la Health Appraisal Clinic. Tous les membres de Kaiser ayant passé des examens médicaux à la Health Appraisal Clinic entre août et novembre 1995 (vague I : 13 494 personnes), entre janvier et mars 1996, et entre avril et octobre 1997 (vague II : 13 330 personnes) étaient éligibles pour participer à l'étude ENE. Dans les deux semaines suivant la visite d'un membre à la clinique d'évaluation de la santé, un questionnaire d'étude a été envoyé par courrier, portant sur les comportements de santé et les expériences négatives de l'enfance. Un total de 17 421 personnes (68 %) ont répondu, mais 84 avaient des informations manquantes concernant leur race et leur niveau d'éducation, laissant ainsi 17 337 personnes dans la cohorte de base.
Dans les années 1980, le taux d'abandon des participants à la clinique d'obésité de Kaiser Permanente à San Diego, en Californie, était d'environ 50 %, bien que tous les abandons aient réussi à perdre du poids dans le cadre du programme. Vincent Felitti, directeur du département de médecine préventive de Kaiser Permanente à San Diego, a mené des entretiens avec des personnes qui avaient quitté le programme et a découvert qu'une majorité des 286 personnes qu'il a interrogées avaient subi des abus sexuels dans leur enfance. Les résultats de l'entretien ont suggéré à Felitti que la prise de poids pourrait être un mécanisme d'adaptation à la dépression, à l'anxiété et à la peur.

Felitti et Robert Anda, des Centers for Disease Control and Prevention (CDC), ont ensuite étudié les expériences traumatisantes de l'enfance de plus de 17 000 patients volontaires de Kaiser Permanente. Les 17 337 participants étaient des volontaires choisis parmi environ 26 000 membres consécutifs de Kaiser Permanente. Les participants ont été interrogés sur différents types d'expériences négatives vécues durant l'enfance et qui avaient été identifiées dans des études antérieures : violence physique, violence sexuelle, violence psychologique, négligence physique, négligence émotionnelle, exposition à la violence domestique, toxicomanie au sein du ménage, maladie mentale au sein du ménage, séparation ou divorce des parents, membre du ménage incarcéré.

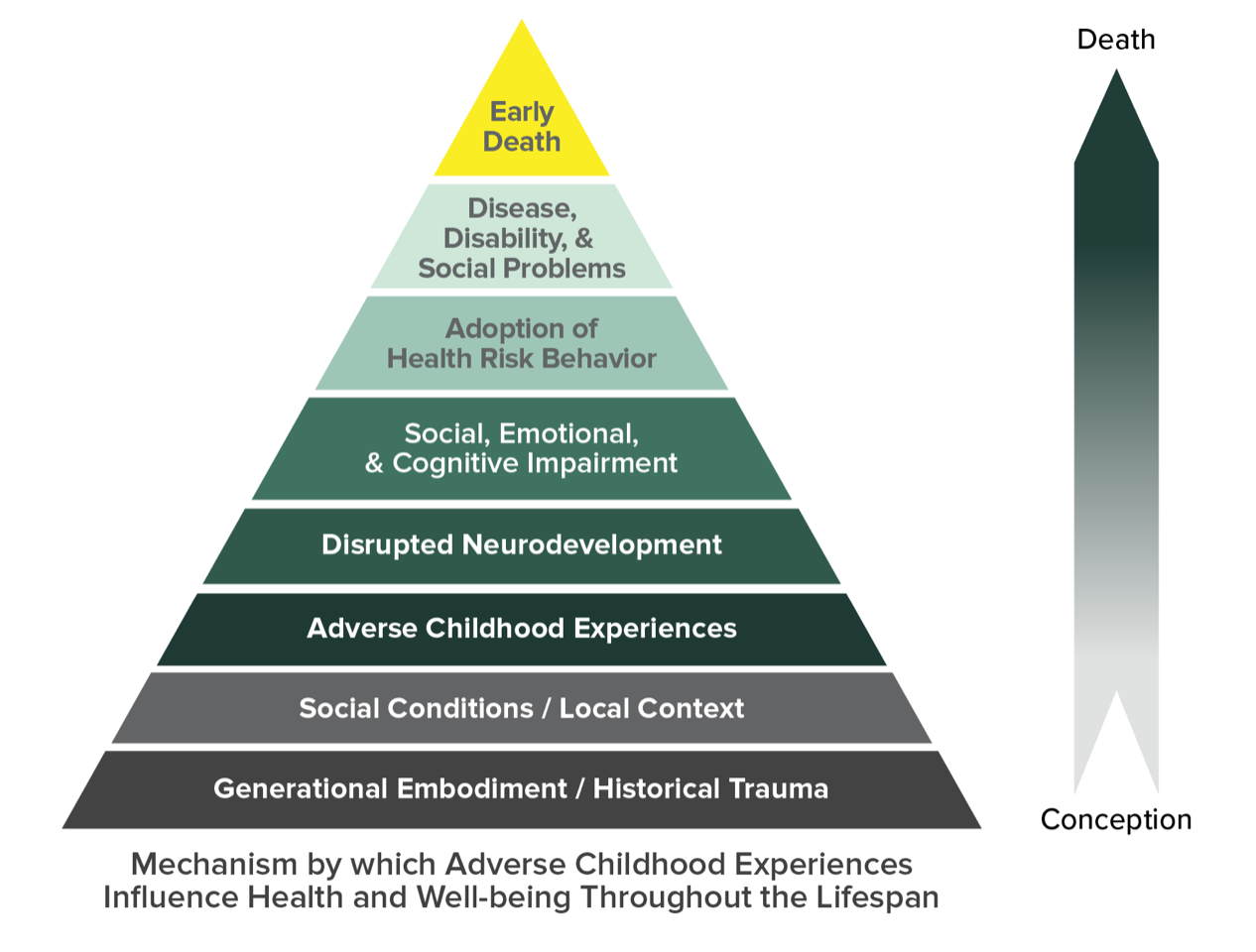
La pyramide ENE représente le cadre conceptuel de l'étude ENE, qui a révélé comment les expériences négatives de l'enfance sont fortement liées à divers facteurs de risque de maladie tout au long de la vie, selon les Centers for Disease Control and Prevention,. Des recherches récentes suggèrent que la mort prématurée n’est pas une conséquence inévitable des ENE. Weems et ses collègues ont proposé une pyramide alternative qui met l'accent sur la résilience potentielle après les ENE,.

Selon l'Administration des services de lutte contre la toxicomanie et la santé mentale des États-Unis, l'étude ACE a révélé que :
- Les expériences négatives durant l’enfance sont fréquentes. Par exemple, 28 % des participants à l’étude ont rapporté avoir été victimes de violences physiques, et 21 % de violences sexuelles. De nombreux participants ont également mentionné avoir vécu un divorce ou une séparation parentale, ou avoir un parent souffrant d’un trouble mental et/ou de toxicomanie[143].
- Les expériences négatives de l'enfance se produisent fréquemment de manière simultanée. Près de 40 % des participants initiaux ont rapporté avoir vécu deux ENE ou plus, et 12,5 % en ont vécu quatre ou davantage. Étant donné que les ENE se manifestent souvent en groupe, de nombreuses études ultérieures ont analysé les effets cumulatifs des ENE plutôt que leurs impacts individuels[143].
- Les expériences négatives vécues durant l'enfance montrent une relation dose-réponse avec divers problèmes de santé. En suivant les participants au fil des années, les chercheurs ont observé que le score cumulatif des ENE d'une personne est fortement et progressivement lié à de nombreux problèmes de santé, sociaux et comportementaux tout au long de la vie, notamment les troubles liés à la consommation de substances. De plus, plusieurs des problèmes associés aux ENE ont tendance à être comorbides ou à se manifester simultanément[143].

Environ deux tiers des personnes ont signalé au moins une expérience négative dans leur enfance ; 87 % des personnes ayant signalé une ENE ont signalé au moins une ENE supplémentaire. Le nombre d'ENE était fortement lié à des comportements à haut risque pour la santé à l'âge adulte, tels que le tabagisme, l'abus d'alcool et de drogues, la promiscuité et l'obésité sévère, et corrélé à une mauvaise santé, notamment la dépression, les maladies cardiaques, le cancer, les maladies pulmonaires chroniques et une espérance de vie réduite,,. Comparé à un score ENE de zéro, le fait d’avoir vécu quatre expériences négatives dans l’enfance était associé à une augmentation de sept fois (700 %) de la prévalence de l'alcoolisme, à un doublement du risque de diagnostic de cancer et à une augmentation de quatre fois du risque d'emphysème ; un score ENE supérieur à six était associé à une augmentation de 30 fois (3 000 %) des tentatives de suicide.
Les résultats de l'étude ENE indiquent que les maltraitances et les dysfonctionnements familiaux durant l'enfance sont des facteurs contribuant à des problèmes de santé des décennies plus tard. Cela inclut des maladies chroniques, telles que les maladies cardiaques, le cancer, les accidents vasculaires cérébraux et le diabète, qui représentent les principales causes de décès et d'invalidité aux États-Unis. Ces résultats sont significatifs car ils établissent un lien entre les effets de la maltraitance infantile et les répercussions négatives sur la santé plus tard dans la vie, un lien qui n’avait pas été aussi clairement démontré avant cette étude.

### Enquêtes ultérieures
L'étude ENE a produit plus de 50 articles qui examinent la prévalence et les conséquences des ENE,. Il a eu une influence dans plusieurs domaines. Des recherches ultérieures ont confirmé la prévalence élevée des expériences négatives vécues durant l'enfance.
Les questions de l'étude initiale ont servi à élaborer un questionnaire de sélection comportant 10 éléments,. De nombreuses études ultérieures ont confirmé la fréquence des expériences négatives survenues durant l'enfance.

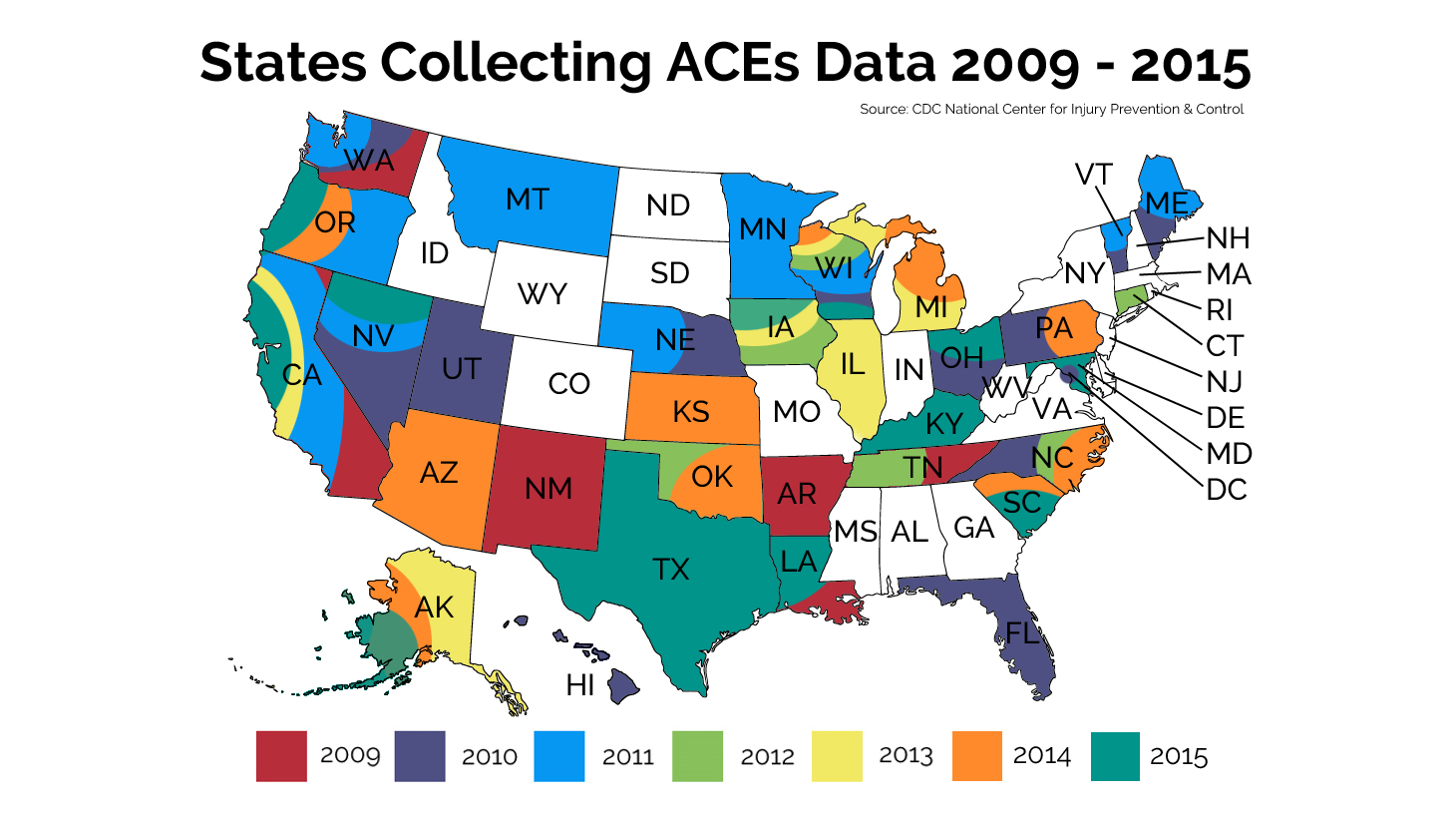
Diagramme des enquêtes de l'étude ENE de l'État codé en couleur de 2009 à 2015

Le système de surveillance des facteurs de risque comportementaux (BRFSS), géré par le CDC, est une enquête annuelle menée par vagues par des groupes de départements de santé des États et des territoires. Un instrument d'enquête ENE élargi a été inclus dans plusieurs États. Les expériences négatives durant l'enfance étaient encore plus courantes dans les études menées dans la région urbaine de Philadelphie et dans une enquête menée auprès de jeunes mères (principalement de moins de 19 ans). Des enquêtes sur les expériences négatives vécues durant l’enfance ont été menées dans plusieurs pays membres de l’UE,,.

## Lectures complémentaires
- (en) Centre de contrôle des maladies, Prévention des expériences négatives de l'enfance (ENE) : tirer parti des meilleures preuves disponibles